# Гойко Балшич
Гойко Балшич (на албански: Gojko Balsha, на сръбски: Гојко Балшић) († след 1468) е албански феодал от рода на Балшичите, управлявали по-рано княжество Зета.
Съвместно с братята си Георги Стрез Балшич и Йоан Стрез Балшич владее областта Мизия в поречието на Бели Дрин между Круя и Лежа. Участват в основаването на Лежката лига, съюз насочен срещу османците, под водачеството на техния вуйчо Скендербег. Гойко подкрепя Скендербег до смъртта му през 1468 г. и след това продължава да се бори срещу османците на страната на венецианците.

## Родословие
Има две теории за родословието на Гойко Балшич. Според летописа на Йоан Музаки и съгласно тезата на германския историк Карл Хопф, Гойко е син на Стефан Стрез (син на Джурадж Балшич, незаконородения син на Джурадж I Балшич) и Влайка Кастриоти, една от сестрите на Скендербег.
Според втората теория, застъпена от Фан Ноли, Гойко е дете на друга от сестрите на Скендербег – Елена и нейния съпруг Павле Балшич.
Така или иначе застъпниците и на двете теории са единодушни, че Гойко е племенник на Скендербег.

## Семейство
Гойко се жени за Комита Арианити, дъщеря на Георги Арианит. Според Йоан Музаки те имат двама сина и една дъщеря Мария Балша. Синовете умират в Унгария, а Мария заминава за Неапол с леля си Андроника Арианти, където се омъжва за Джакомо Алфонсо Ферилло - граф Муро (графство в сегашната италианска провинция Потенца) и има две дъщери Беатриче и Изабел. Беатриче се омъжва за принц Фердинанд Орсино, херцог на Гравина, докато Изабел става съпруга на граф Луис от Джезуалдо.